# ProMarkt (Rewe)
Unter der Marke ProMarkt betrieb die REWE Unterhaltungselektronik GmbH mit Sitz in Köln, ein Tochterunternehmen der Rewe Group, eine Handelskette für Unterhaltungselektronik mit Fachmärkten.
In den 69 Fachmärkten und dem Internet-Handel wurde von rund 1.900 Mitarbeitern ein Umsatz von 613 Millionen Euro erwirtschaftet.
Die REWE Unterhaltungselektronik GmbH betrieb bis 2009 die ProMärkte bereits bundesweit, nur an wenigen Orten firmierten die Märkte unter dem Namen Komet. 2009 sicherte sich die REWE Unterhaltungselektronik GmbH die Namensrechte für den gesamten stationären Handel durch die Übernahme der ProMärkte der Wegert-Gruppe. Die Internet-Domain www.promarkt.de hat die REWE Unterhaltungselektronik GmbH im Januar 2010 von der Wegert-Gruppe übernommen.
Durch die anhaltende Ertragsschwäche des Unternehmens prüfte die Muttergesellschaft REWE 2012 die Fortführung des Unternehmens. Die 71 bestehenden Fachmärkte erwirtschafteten 2011 einen Umsatz von 590 Millionen Euro, ein Umsatzrückgang von 3,8 Prozent gegenüber 2010.
Am 15. Mai 2013 teilte Rewe mit, dass man sich von ProMarkt trennen möchte. Anschließend wurden achtzehn Filialen an expert, zehn Filialen an ElectronicPartner und vier Filialen an Euronics verkauft. Das Geschäft der GmbH wurde Ende 2013 mit der Schließung der verbliebenen 23 Märkte und einer Abfindung für die betroffenen Mitarbeiter eingestellt. Am 30. Juli 2013 wurde der Online-Shop eingestellt. Seit März 2014 wurde von der Webseite auf die MEDIMAX-Präsenz weitergeleitet. Mittlerweile wird die Adresse im Rahmen eines Onlineshops genutzt. Die Markenrechte liegen nach wie vor bei ElectronicPartner. 
Werbefigur von ProMarkt war Karl Oscar Pauer.